# Wilibald Swibert Joseph Gottlieb von Besser

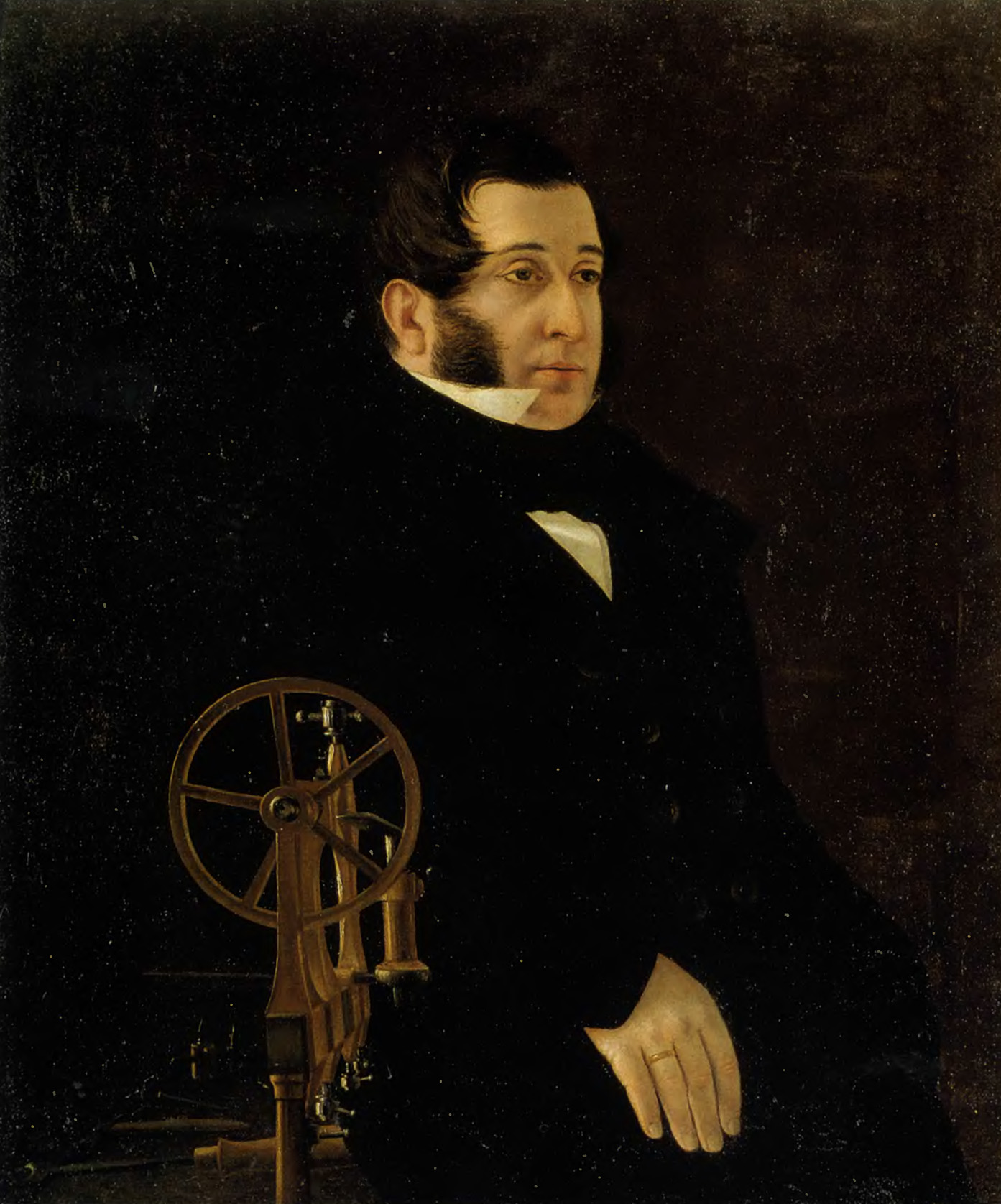
Wilibald Besser

Wilibald Swibert Joseph Gottlieb von Besser (n. 7 iulie 1784 la Innsbruck - d. 11 octombrie 1842) a fost un botanist austriac.
A petrecut cea mai mare parte a vieții în Ucraina de vest, unde a studiat o mulțime de plante.
În 1834 intră ca profesor la Universitatea din Kiev.
Genul Bessera (din care fac parte asparagaceele), ca și specia Aconitum besserianum, îi poartă numele.